# 8. арондисман Париза
8. арондисман Париза париски је арондисман који се налази на десној обали реке Сене. Други назив за 8. ароднисман је Елизе али се тај назив ретко користи.

## Географија
8. арондисман се налази на десној обали Сене. Граничи са 16. арондисманом на западу, на северу са 17. арондисманом, на истоку са 9. и 1. арондисманом и на југу са  7. арондисманом.
Географски положај 8. арондисмана је један од најбитнијих локација у Паризу будући да обухвата Јелисејску палату и Министарство унутрашњих послова, као и седам амбасада Г20 индустријски развијених земаља.

## Административне поделе
Сваки арондисман у Паризу је подељен на четири кварта, који су везано за поделу на арондисмане, нумерисани бројевима од 1 до 80. Арондисман се дели на четири градске четврти:
- Quartier des Champs-Élysées (29)
- Quartier du Faubourg-du-Roule (30)
- Quartier de la Madeleine (31)
- Quartier de l'Europe (32)

## Демографски подаци
| Година | Број становника |
| ------ | --------------- |
| 1866.  | 70.259          |
| 1872.  | 75.796          |
| 1968.  | 67.897          |
| 1975.  | 52.999          |
| 1999.  | 39.314          |
| 2006.  | 39.088          |
| 2017.  | 37.368          |